# Фокин, Антон Викторович
Антон Викторович Фокин (род. 13 ноября 1982 года) — узбекистанский гимнаст, призёр Олимпийских игр. Заслуженный спортсмен Республики Узбекистан (2008).
Родился в 1982 году в Ташкенте. На чемпионате мира 2007 года завоевал бронзовую медаль в упражнениях на параллельных брусьях. В 2008 году стал в этой же дисциплине обладателем бронзовой медали Олимпийских игр в Пекине. Фокин остаётся единственным призёром Олимпийских игр по спортивной гимнастике в истории Узбекистана.
В 2010 году завоевал серебряную медаль Азиатских игр.